# افتاندل حاجی‌اف
افتاندل حاجی‌اف (انگلیسی: Aftandil Hacıyev؛ زادهٔ ۱۳ اوت ۱۹۸۱) بازیکن فوتبال اهل جمهوری آذربایجان است.
از باشگاه‌هایی که در آن بازی کرده‌است می‌توان به باشگاه فوتبال شفای باکو، باشگاه فوتبال سبایل، باشگاه فوتبال سومقاییت، باشگاه فوتبال نفتچی باکو، باشگاه فوتبال قره‌باغ، و باشگاه فوتبال توران تووز اشاره کرد.
وی همچنین در تیم ملی فوتبال جمهوری آذربایجان بازی کرده‌است.